# Informační společnost
Informační společnost je „Společnost založená na integraci informačních a komunikačních technologií do všech oblastí společenského života v takové míře, že zásadně mění společenské vztahy a procesy. Nárůst informačních zdrojů a komunikačních toků vzrůstá do té míry, že ho nelze zvládat dosavadními informačními a komunikačními technologiemi.“

## Rysy informační společnosti
„Informační společnost je charakterizována podstatným využíváním digitálního zpracovávání, uchovávání a přenosu informací. Ze zpracování informací se stává významná ekonomická aktivita, která jednak prostupuje tradičními ekonomickými či společenskými aktivitami a jednak vytváří zcela nové příležitosti a činnosti, které podstatně ovlivňují charakter společnosti.“
V praxi to znamená pomalé nahrazování pracovníků technikou, digitalizaci výrobních provozů, instalaci centrálních informačních systémů, které umožňují v jediném okamžiku přehled o zásobách materiálů, skladových zásobách, spočítají náklady a zisky. Mění se struktury řízení společností, vznikají malé společnosti, které jsou schopny pružněji reagovat na potřeby trhu. Díky počítačovým infrastrukturám je zcela běžnou praxí práce na dálku, z domova, mimo kancelář. Cesta produktu se zkracuje od výrobce přímo ke konzumentovi, což umožňuje regulaci cen výrobků. Ty se stanovují hlavně podle složitosti technologického zpracování. Práce nebo suroviny přestávají být směrodatnými veličinami. Technologický pokrok a zavádění ICT do výroby způsobuje demasifikaci, kterou je rozuměno nahrazení velkovýroby produkcí přímo podle subjektivních potřeb zákazníka.
„Informatizace společnosti velmi výrazně zvětšuje objem potenciálních informací. Umožňuje vytvářet na stále větších plochách obrovské, dříve netušené zásobárny zaznamenaných znalostí a zkušeností, stále většími rychlostmi je podle předem stanovených hledisek třídit a vyvolávat z nich ty, o nichž se domníváme, že je potřebujeme.“
Rozšíření telekomunikační infrastruktury a její dostupnost významným způsobem přispěly k elektronické participaci společnosti. Mnohé státní instituce, ministerstva a orgány státní správy zpřístupňují prostřednictvím internetové sítě různé formuláře, dotazníky, veřejné předpisy, ustanovení apod., čímž jednotlivci usnadňují objektivní přehled o uspořádání společnosti. Obecně sílí snaha o podporu přímé demokracie, která by občanům umožnila přímou cestou způsob, jak by se mohli podílet na řízení a organizaci veřejně správních organizací, které ovlivňují život ve společnosti.

## Přínosy informační společnosti
- Evropským občanům a spotřebitelům přinese starostlivější společnost s výrazně vyšší kvalitou života a širším výběrem služeb a zábavy.
- Tvůrcům obsahu v médiích přinese nové způsoby uplatnění jejich tvůrčích schopností v souvislosti s poptávkou po nových výrobcích a službách v informační společnosti.
- Evropské regiony získají nové možnosti vyjádření kulturních tradic a identity a zminimalizují vzdálenost i odlehlost periferních oblastí Unie.
- Vlády a administrativa budou moci budovat účinnější, transparentnější a lépe reagující veřejné služby, které budou bližší občanovi, ale s nižšími náklady.
- Podnikání a malým středním podnikům umožní informační společnost využívat efektivnější řízení i organizaci, zpřístupní odborný výcvik i další služby, umožní elektronické datové spojení se zákazníky, které přinese větší konkurenceschopnost.
- Provozovatelům telekomunikací se otevírají možnosti poskytovat stále širší rejstřík nových služeb s vysokou přidanou hodnotou.
- Dodavatelům programového vybavení a průmyslu výpočetní techniky a spotřební elektroniky umožní využívat nové prudce rostoucí trhy pro jejich produkty jak doma, tak i v zahraničí.[2]

## Možná rizika
Informatizace společnosti – „proces pronikání informační techniky a technologie do společnosti“ – vytváří velké rozdíly mezi jednotlivci, skupinami i státy. Hovoří se o tzv. digitální propasti, digital divide. Digital divide se vztahuje k propasti mezi jedinci, domácnostmi, firmami a geografickými územími na různých socio-ekonomických úrovních s ohledem jak na jejich přístup k informacím a ICT, tak k jejich využívání internetu k širokému spektru aktivit. Na okraji digitální propasti však nestojí pouze ti, kteří mají, nebo nemají přístup k technickým prostředkům, míru rozdělení společnosti také ovlivňuje schopnost využití těchto prostředků, informační gramotnost.
Problematika digital divide nabyla v počátcích zavádění ICT do společnosti takových rozměrů, že neunikla pozornosti politiků, nejprve v Americe, následně i v Evropské unii. „Budování informační společnosti se v různých podobách objevuje jako důležitá součást vládních programů všech rozvinutých zemí celého světa.“ Ve snaze o sociální inkluzi byla do politického plánování států Evropské unie začleněna informační strategie, která „je nezbytná pro státy, které usilují o budování informační společnosti. Informační strategie je mnohem více než souhrn směrnic jak přejít k informační společnosti, je to vlastně základní dokument postupů a celkový národní plán vývoje.“ Jde o soubor reforem, které mimo jiné podporují rozvoj infrastruktury dostupné každému a poskytují možnost vzdělávání obyvatelstva v oblasti informační gramotnosti. „Tato strategie nepočítá pouze s internetem a obecně se sociálním využitím informačních nástrojů, ale s celou informační společností, se zaměřením na konkurenceschopnost a kvalitu života, protože budoucnost a blaho země závisí na jejím provedení.“

## Synergie informační společnosti a udržitelného rozvoje

Pilíře udržitelného rozvoje

Informace jsou pro udržitelný rozvoj klíčové. Stejně tak proces jejich vytváření, šíření a sdělování, který probíhá mezi jednotlivými aktéry a poskytuje tak prostor pro uplatnění principů kolektivní inteligence. Pro dobré fungování informační společnosti je nezbytné, aby do ní byli zapojeni všichni občané. Tento požadavek je nutný i pro existenci společnosti, která vyznává principy udržitelného rozvoje. Pro dobré fungování informační společnosti je dále důležitá jak diverzita zdrojů, rešeršních procesů a postupů, tak i aktivní přístup občanů k jejich vyhledávání. Také tento aspekt tvoří její společný jmenovatel s modelem udržitelného rozvoje, pro jehož prosazení je zásadní rozmanitost nejen biologická, ale i kulturní, její respektování a zachování. Dalším principem, na němž je postavena úspěšná aplikace obou teoretických konceptů do reálné praxe, je nutnost spolupráce jednotlivých aktérů. Don Tapscott upozorňuje na přínosy globální kooperace. Ve své práci Wikinomie přichází s tezí o masové spolupráci prostřednictvím sítí, která od základů mění socioekonomické vzorce a vede k tzv. kolaborativní ekonomice (ekonomice sdílení).
Organizace spojených národů zřídila Skupinu při OSN pro informační společnost, která pracuje ve spolupráci s dalšími organizacemi sdruženými v rámci OSN (např. Mezinárodní telekomunikační unií). Při příležitosti Světového summitu o informační společnosti pak vytvořila Mezinárodní telekomunikační unie práci, jež se zabývá korelacemi mezi jednotlivými Cíli udržitelného rozvoje a informačními a komunikačními technologiemi. Je zřejmé, že svobodný přístup k internetu bude pro implementaci této koncepce naprosto zásadní. 